# Hay'at Tahrir al-Sham
Hay'at Tahrir al-Sham là một nhóm phiến quân theo chủ nghĩa Hồi giáo Sunni tham gia vào cuộc nội chiến Syria.  Đây là tổ chức chính trị và bán quân sự do Thổ Nhĩ Kỳ hậu thuẫn, tham gia vào Nội chiến Syria. Tổ chức phiến quân này do Ahmed al-Sharaa lãnh đạo, nhân vật này vốn có liên quan đến Hoa Kỳ từ năm 2011 và có quan điểm chống Iran. Tổ chức này là phát động một chiến dịch chớp nhoáng và giật sập chế độ chế độ Assad vào cuối năm 2024.

## Lịch sử
Tổ chức này được thành lập vào ngày 28 tháng 1 năm 2017 thông qua sự hợp nhất giữa các nhóm Jaysh al-Ahrar (một phe phái Ahrar al-Sham), Jabhat Fateh al-Sham (JFS), Mặt trận Ansar al-Din, Jaysh al-Sunna, Liwa al-Haqq, và Phong trào Nour al-Din al-Zenki. Quá trình hợp nhất được tiến hành theo sáng kiến của Abu Jaber Shaykh vốn là một chỉ huy Hồi giáo từng là Emir thứ hai của Ahrar al-Sham. Tuyên bố tổ chức mới thành lập là "một giai đoạn mới trong cuộc đời của cuộc cách mạng được ban phước", Abu Jaber kêu gọi tất cả các phe phái của phe đối lập Syria đoàn kết dưới sự lãnh đạo Hồi giáo của mình và tiến hành một "cuộc Thánh chiến của nhân dân" để đạt được các mục tiêu của giai đoạn nổi dậy dân sự của cuộc nội chiến Syria, mà ông mô tả là sự lật đổ của chính quyền Ba'athist Syria và các chiến binh Hezbollah khỏi khu vực Syria, và sự thành lập của một Chính phủ Cứu rỗi Syria theo hệ chính phủ Hồi giáo. 
Sau thông báo, các nhóm và cá nhân khác đã tham gia. Nhóm hợp nhất chủ yếu do Jabhat Fatah al-Sham và các cựu lãnh đạo Ahrar al-Sham lãnh đạo, mặc dù Bộ tư lệnh tối cao cũng có đại diện từ các nhóm khác. Phong trào Nour al-Din al-Zenki tách khỏi Tahrir al-Sham vào tháng 7 năm 2017 và Mặt trận Ansar al-Din vào năm 2018. Sự hình thành của HTS được theo sau bởi một loạt các vụ ám sát những người ủng hộ. Để đáp trả, HTS đã phát động một cuộc đàn áp thành công những người trung thành với Al-Qaeda, củng cố quyền lực của mình tại Idlib. Kể từ đó, HTS đã theo đuổi chương trình "Syria hóa"; tập trung vào việc thiết lập một chính quyền dân sự ổn định cung cấp dịch vụ và kết nối với các tổ chức nhân đạo ngoài việc duy trì luật pháp và trật tự. 

## Hoạt động
Chiến lược của Tahrir al-Sham dựa trên việc mở rộng quyền kiểm soát lãnh thổ của mình ở Syria, thiết lập quyền quản lý và huy động sự ủng hộ của người dân. Năm 2017, HTS đã cho phép quân đội Thổ Nhĩ Kỳ tuần tra Tây Bắc Syria như một phần của lệnh ngừng bắn được làm trung gian thông qua các cuộc đàm phán Astana. Các chính sách của HTS đã khiến HTS xung đột với Hurras al-Deen, nhánh của Al-Qaeda tại Syria, bao gồm cả các cuộc đụng độ ở Tỉnh Idlib (tháng 6 năm 2020). HTS ước tính có khoảng 6.000-15.000 thành viên vào năm 2022. Hay'at Tahrir al-Sham tuyên thệ trung thành với Chính phủ Cứu quốc Syria, một chính phủ thay thế của phe đối lập Syria tại tỉnh Idlib. Trong khi tổ chức chính thức tuân thủ trường phái phong trào Salafi, Hội đồng Fatwa cấp cao của Chính phủ Cứu thế Syria mà tổ chức này chịu ơn về mặt tôn giáo bao gồm cả ulema từ các truyền thống Ash'arite và Sufi. Trong hệ thống pháp luật và chương trình giáo dục của mình, HTS thực hiện tư tưởng trường phái Shafi'i (Shafi'ite) và giảng dạy tầm quan trọng của bốn trường phái Hồi giáo Sunni madhahib (trường phái luật) cổ điển trong Fiqh (luật học Hồi giáo). 

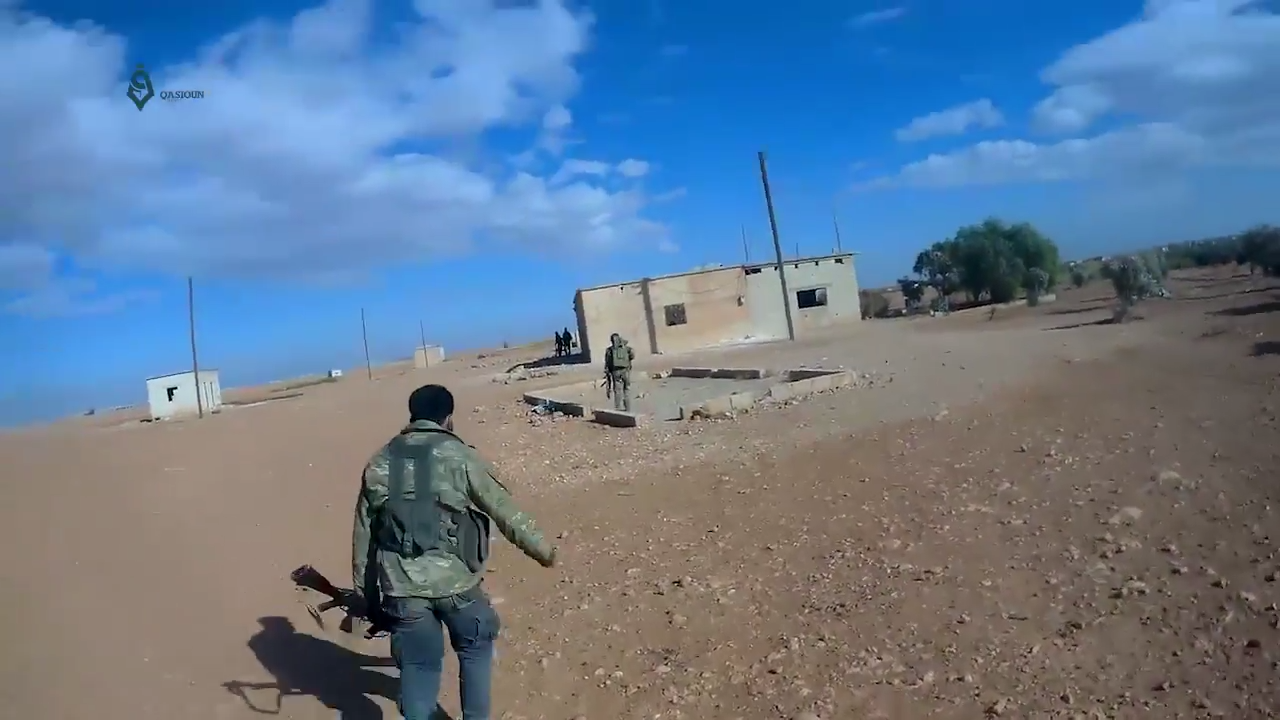
Một tay súng của nhóm phiến quân Hayat Tahrir al-Sham

Tính đến năm 2021, HTS được coi là phe phái quân sự hùng mạnh nhất trong phe đối lập Syria. Vào tháng 11 năm 2024, HTS đã phát động Chiến dịch tấn công Tây Bắc Aleppo (2024), được gọi là Chiến dịch Răn đe xâm lược được cho là đã chiếm được 11 thị trấn và làng mạc ở phía tây tỉnh Aleppo, chiếm được thủ phủ Aleppo của tỉnh này sau bốn ngày tấn công. Đến ngày 4 tháng 12 năm 2024, HTS đã chiếm được hầu hết các tỉnh Aleppo và Idlib và bắt đầu tiến về Hama. Vào ngày 5 tháng 12 năm 2024, các chiến binh HTS đã chiếm được thành phố Hama sau hai ngày giao tranh ở các làng lân cận. Nhóm này cho biết sẽ tiến về Homs (cách Hama 40 km). Ngày 06 tháng 12 năm 2024, một chỉ huy phiến quân và phương tiện truyền thông ủng hộ phiến quân đưa tin rằng lực lượng Tahir al-Sham tiếp tục tiến về Homs, được cho là đã tiến đến cách thành phố 10km–5km về phía bắc. Vào ngày 7–8 tháng 12 năm 2024, Thủ đô Damascus đã rơi vào tay của các lực lượng đối lập Syria, bao gồm cả HTS, Phòng tác chiến phía Nam và Quân đội Syria Tự do được Hoa Kỳ hậu thuẫn, tổng thống Syria lúc đó là Assad đã chạy trốn sang Nga bằng trực thăng. Vào ngày 30 tháng 12 năm 2024, những thủ lĩnh HTS của Syria là Ahmed al-Sharaa tuyên bố rằng tổ chức này sẽ giải tán vào ngày 4–5 tháng 1 năm 2025.